# Lars Gunnar Bodin (politiker)
Lars Gunnar Bodin (i riksdagen kallad Bodin i Grausne), född 6 februari 1872 i Lokrume församling, Gotlands län, död där 20 augusti 1947, var en svensk lantbrukare och riksdagspolitiker.
I riksdagen var Bodin ledamot av första kammaren från 1920. Partipolitiskt tillhörde han Bondeförbundet.
Lars Gunnar Bodin är begravd på Lokrume kyrkogård.